# Statendam (Schiff, 1898)
Die Statendam (I) war ein 1898 in Dienst gestelltes Passagierschiff der niederländischen Reederei Holland-America Line, das als Transatlantikliner auf dem Nordatlantik eingesetzt wurde und Passagiere, Fracht und Post von Rotterdam nach New York beförderte. 1910 wurde sie an die britische Allan Line verkauft, die sie unter dem Namen Scotian auf verschiedenen Routen zwischen Großbritannien, Kanada und den USA einsetze. Ab 1918 fuhr sie als Marglen für die Canadian Pacific Line, bis sie 1926 zum Abbruch verkauft und im darauffolgenden Jahr in Genua verschrottet wurde.

## Geschichte

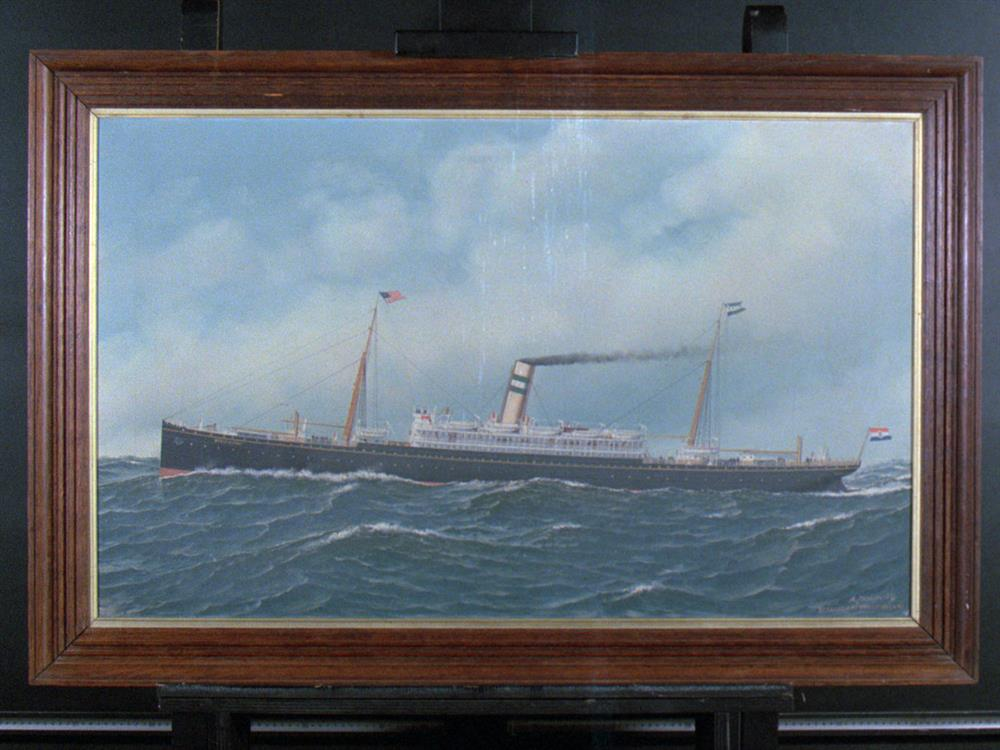
Gemälde von Antonio Jacobsen (1899).

Das 10.491 BRT große Dampfschiff Statendam wurde wie viele andere Schiffe der Holland-America Line auf der Werft Harland & Wolff im nordirischen Belfast gebaut und lief am 7. Mai 1898 vom Stapel. Sie war das erste Schiff der Reederei mit diesem Namen (weitere folgten jeweils 1914, 1929, 1957 und 1993) und das erste Schiff der HAL-Flotte mit einer Tonnage über 10.000 BRT. Die erste Statendam war ein 157,05 Meter langes und 18,19 Meter breites Passagierschiff mit einem Schornstein, zwei Masten und zwei Propellern. Das Schiff konnte 200 Passagiere in der Ersten, 175 in der Zweiten und 2000 in der Dritten Klasse befördern.
Am 24. August 1898 lief die Statendam in Rotterdam zu ihrer Jungfernfahrt nach New York aus. Auf dieser Route blieb sie bis Januar 1910. Im Frühjahr 1910 wurde der Dampfer für die Wallfahrt zur Einweihung der Dormitio-Basilika auf dem Berg Zion gechartert. 
Am 23. März 1911 wurde das Schiff an die britische Allan Line verkauft, die sie in Scotian umbenannte und mit Passagierunterkünften für 550 Reisende Zweiter und 1150 Dritter Klasse versah. Die Tonnage reduzierte sich auf 10.332 BRT. Sie pendelte zunächst zwischen Glasgow, Halifax und Portland, bis sie im Mai 1911 auf die Kanada-Route (Glasgow–Quebec–Montreal) gesetzt wurde. Im Januar 1914 wurde sie für eine einmalige Überfahrt von Liverpool nach Saint John an die Canadian Pacific Line verchartert.

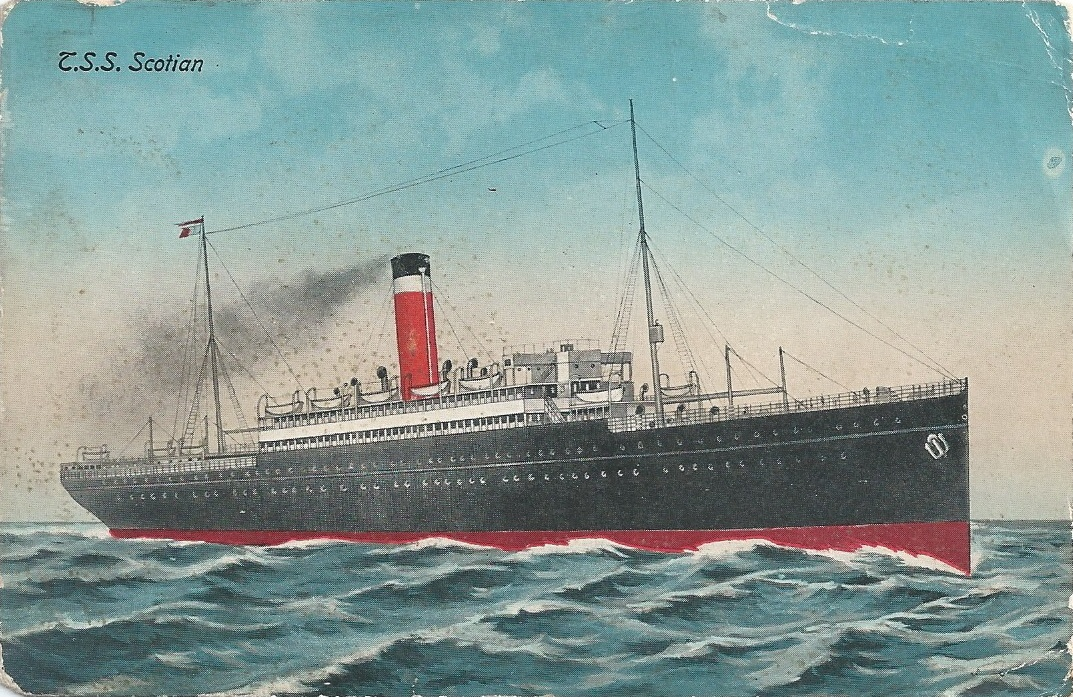
Die Scotian als Postkartenmotiv (undatiert).

Am 21. August 1914 legte die Scotian in London zu ihrer letzten Fahrt in Friedenszeiten ab. Auf der Rückfahrt nach Großbritannien wurde sie als Truppentransporter der Canadian Expeditionary Force verwendet. Zwischen November 1914 und März 1915 diente sie als Wohnschiff für deutsche Kriegsgefangene in der Küstenstadt Ryde auf der Isle of Wight. Am 13. September 1916, während sie am Princes Dock in Glasgow vor Anker lag, wurde die Scotian von dem Truppentransporter HMS Mantua (ex-P&O) in einer Kollision am Heck getroffen.
Als die Canadian Pacific Line die Allen Line im Jahr 1917 aufkaufte und deren Schiffe übernahm, ging auch die Scotian im Juli 1917 an die neuen Eigner über, für die sie ab September 1918 im Dienst war. Ab dem 12. September 1919 bediente die Scotian mit einer Kapazität für 304 Fahrgäste in der Kabinenklasse und 542 in der Dritten Klasse die Strecke von Antwerpen über Southampton nach Québec und Montreal. Ab Mai 1920 war London der ausgehende Punkt der Überfahrten. In den Jahren 1920 und 1921 unternahm das Schiff vier Truppenfahrten nach Bombay (Indien) im Dienst der britischen Regierung.
Am 16. November 1922 erfolgte die Namensänderung von Scotian zu Marglen. Zu diesem Zeitpunkt näherte sich der Dampfer aber bereits dem  Ende seiner Dienstzeit. Bereits am 15. Mai 1923 lief die Marglen zum letzten Mal in London nach Kanada aus. In den folgenden drei Jahren folgten noch 15 Überfahrten nach Bombay und am 30. Dezember 1926 wurde das 28 Jahre alte Schiff schließlich zur Verschrottung an Ditta L. Pittaluga in Genua verkauft. Am 10. Januar 1927 verließ es Southampton Richtung Genua, wo die Verschrottung noch im selben Jahr erfolgte.